# 50 meter gevär tre ställningar för damer i skytte vid olympiska sommarspelen 2024
Damernas 50 meter gevär tre ställningar vid olympiska sommarspelen 2024 ägde rum den 1 och 2 augusti 2024 på Centre national de tir sportif i Châteauroux i Frankrike.

## Medaljörer
| Gren                           | Guld                 | Guld                 | Silver              | Silver              | Brons               | Brons               |
| ------------------------------ | -------------------- | -------------------- | ------------------- | ------------------- | ------------------- | ------------------- |
| 50 meter gevär tre ställningar | Chiara Leone Schweiz | Chiara Leone Schweiz | Sagen Maddalena USA | Sagen Maddalena USA | Zhang Qiongyue Kina | Zhang Qiongyue Kina |

## Rekord
Före tävlingarna gällde dessa rekord:
| Kvalrekord       | Kvalrekord        | Kvalrekord | Kvalrekord     | Kvalrekord        |
| ---------------- | ----------------- | ---------- | -------------- | ----------------- |
| Världsrekord     | Jenny Stene (NOR) | 596        | Wrocław, Polen | 15 september 2022 |
| Olympiskt rekord | Inget rekord      | '          |                |                   |

| Finalrekord      | Finalrekord           | Finalrekord | Finalrekord        | Finalrekord  |
| ---------------- | --------------------- | ----------- | ------------------ | ------------ |
| Världsrekord     | Petra Zublasing (ITA) | 464,7       | Baku, Azerbajdzjan | 19 juni 2015 |
| Olympiskt rekord | Nina Christen (SUI)   | 463,9       | Tokyo, Japan       | 31 juli 2021 |

## Program
Alla tider är UTC+2.
| Datum                  | Tid   | Omgång |
| ---------------------- | ----- | ------ |
| Torsdag 1 augusti 2024 | 12:00 | Kval   |
| Fredag 2 augusti 2024  | 9:30  | Final  |

## Resultat

### Kval
| Placering | Idrottare             | Nation                          | Knästående | Liggande | Stående | Totalt  | Noteringar |
| --------- | --------------------- | ------------------------------- | ---------- | -------- | ------- | ------- | ---------- |
| 1         | Sagen Maddalena       | USA                             | 198        | 200      | 195     | 593-45x | 0Q0, 0OR0  |
| 2         | Zhang Qiongyue        | Kina                            | 199        | 199      | 195     | 593-40x | 0Q0, 0OR0  |
| 3         | Chiara Leone          | Schweiz                         | 196        | 199      | 197     | 592-29x | 0Q0        |
| 4         | Oyuunbatyn Yesügen    | Mongoliet                       | 193        | 199      | 197     | 589-40x | 0Q0        |
| 5         | Jeanette Hegg Duestad | Norge                           | 195        | 199      | 195     | 589-34x | 0Q0        |
| 6         | Natalia Kochańska     | Polen                           | 195        | 198      | 196     | 589-30x | 0Q0        |
| 7         | Nadine Ungerank       | Österrike                       | 197        | 197      | 195     | 589-27x | 0Q0        |
| 8         | Stephanie Grundsøe    | Danmark                         | 196        | 199      | 194     | 589-26x | 0Q0        |
| 9         | Jolyn Beer            | Tyskland                        | 196        | 198      | 193     | 587-29x |            |
| 10        | Alexandra Le          | Kazakstan                       | 195        | 198      | 194     | 587-28x |            |
| 11        | Anna Janßen           | Tyskland                        | 197        | 198      | 192     | 587-27x |            |
| 12        | Seonaid McIntosh      | Storbritannien                  | 199        | 198      | 189     | 586-38x |            |
| 13        | Arina Altukhova       | Kazakstan                       | 195        | 200      | 191     | 586-35x |            |
| 14        | Rikke Maeng Ibsen     | Danmark                         | 196        | 193      | 197     | 586-26x |            |
| 15        | Jenny Stene           | Norge                           | 194        | 198      | 193     | 585-37x |            |
| 16        | Veronika Blažíčková   | Tjeckien                        | 195        | 198      | 191     | 584-32x |            |
| 17        | Judith Gomez          | Frankrike                       | 196        | 194      | 192     | 584-28x |            |
| 18        | Anjum Moudgil         | Indien                          | 196        | 194      | 194     | 584-26x |            |
| 19        | Lee Eun-seo           | Sydkorea                        | 193        | 197      | 193     | 583-35x |            |
| 20        | Aleksandra Pietruk    | Polen                           | 192        | 197      | 193     | 582-30x |            |
| 21        | Nina Christen         | Schweiz                         | 193        | 197      | 192     | 582-23x |            |
| 22        | Geovana Meyer         | Brasilien                       | 194        | 197      | 190     | 581-31x |            |
| 23        | Barbara Gambaro       | Italien                         | 193        | 197      | 192     | 580-26x |            |
| 24        | Darya Chuprys         | Individuella neutrala idrottare | 193        | 197      | 192     | 579-23x |            |
| 25        | Mary Tucker           | USA                             | 192        | 195      | 192     | 579-20x |            |
| 26        | Yarimar Mercado       | Puerto Rico                     | 192        | 197      | 189     | 578-29x |            |
| 27        | Han Jiayu             | Kina                            | 195        | 197      | 186     | 578-26x |            |
| 28        | Lisbet Hernández      | Kuba                            | 191        | 197      | 190     | 578-25x |            |
| 29        | Eszter Mészáros       | Ungern                          | 196        | 198      | 193     | 577-29x |            |
| 30        | Im Ha-na              | Sydkorea                        | 192        | 195      | 190     | 577-21x |            |
| 31        | Sift Kaur Samra       | Indien                          | 193        | 195      | 187     | 575-22x |            |
| 32        | Shannon Westlake      | Kanada                          | 187        | 193      | 187     | 567-16x |            |

### Final
| Placering | Idrottare             | Nation    | Serie      | Serie      | Serie      | Serie    | Serie    | Serie    | Serie   | Serie   | Serie   | Serie   | Serie   | Serie   | Serie   | Totalt | Noteringar |
| Placering | Idrottare             | Nation    | Knästående | Knästående | Knästående | Liggande | Liggande | Liggande | Stående | Stående | Stående | Stående | Stående | Stående | Stående | Totalt | Noteringar |
| Placering | Idrottare             | Nation    | 1          | 2          | 3          | 4        | 5        | 6        | 7       | 8       | 9s41    | 9s42    | 9s43    | 9s44    | 9s45    | Totalt | Noteringar |
| --------- | --------------------- | --------- | ---------- | ---------- | ---------- | -------- | -------- | -------- | ------- | ------- | ------- | ------- | ------- | ------- | ------- | ------ | ---------- |
| 1         | Chiara Leone          | Schweiz   | 52,0       | 51,6       | 52,6       | 51,1     | 52,6     | 53,2     | 50,2    | 51,1    | 10,2    | 8,8     | 10,5    | 9,7     | 10,8    | 464,4  | 0OR0       |
| 2         | Sagen Maddalena       | USA       | 52,2       | 52,2       | 51,5       | 52,3     | 53,0     | 52,8     | 47,8    | 51,1    | 9,9     | 10,8    | 9,4     | 9,9     | 10,1    | 463,0  |            |
| 3         | Zhang Qiongyue        | Kina      | 50,5       | 52,8       | 52,7       | 52,1     | 52,3     | 52,9     | 51,4    | 51,1    | 8,5     | 8,8     | 10,1    | 9,7     |         | 452,9  |            |
| 4         | Jeanette Hegg Duestad | Norge     | 51,0       | 51,9       | 51,8       | 52,1     | 52,9     | 52,6     | 51,0    | 48,0    | 10,9    | 10,6    | 9,7     |         |         | 442,5  |            |
| 5         | Nadine Ungerank       | Österrike | 51,9       | 52,1       | 52,2       | 50,6     | 52,0     | 53,2     | 50,3    | 50,9    | 9,9     | 9,0     |         |         |         | 432,1  |            |
| 6         | Natalia Kochańska     | Polen     | 50,5       | 50,9       | 51,8       | 52,0     | 51,1     | 50,6     | 49,9    | 51,3    | 10,4    |         |         |         |         | 418,5  |            |
| 7         | Oyuunbatyn Yesügen    | Mongoliet | 50,7       | 51,1       | 51,7       | 50,8     | 51,9     | 51,1     | 48,5    | 51,8    |         |         |         |         |         | 407,6  |            |
| 8         | Stephanie Grundsøe    | Danmark   | 51,3       | 50,7       | 50,7       | 52,6     | 52,2     | 51,6     | 50,7    | 46,6    |         |         |         |         |         | 406,4  |            |